# Jardim França
Jardim França é um bairro nobre da zona norte de São Paulo. Localiza-se no distrito do Tucuruvi e é administrado pela Prefeitura Regional de Santana/Tucuruvi. Limita-se a leste com o bairro do Tucuruvi, ao norte com o Jardim Barro Branco (Invernada da Polícia Militar), ao sul com a Água Fria e a oeste com a Vila Aurora.
Dentre as principais vias do bairro estão a Avenida Nova Cantareira (que vai até a Serra da Cantareira) e a Rua Vaz Muniz. A menos de 1 km do bairro encontram-se a Estação Tucuruvi e a Estação Parada Inglesa da Linha 1–Azul do Metrô de São Paulo.

## História
A região onde hoje localizam-se os bairros de Água Fria e Jardim França era um ponto de parada para tropeiros e viajantes. Com o tempo, a área chamada de "pouso de Água Fria" tornou-se um local estratégico devido à sua localização no caminho que conectava São Paulo a outras regiões, como Bragança Paulista e o sul de Minas Gerais. Durante o período colonial, São Paulo era um entreposto comercial, e os tropeiros utilizavam a rota para transportar mercadorias, como ouro e alimentos, entre os centros exportadores, como o Rio de Janeiro. A vila de São Paulo, por estar no meio do trajeto, tornou-se um ponto de repouso essencial para os viajantes. Com a decadência da mineração no final do século XVIII, a economia da região começou a diversificar-se, incluindo a plantação de açúcar, enquanto a cidade expandia-se lentamente para além de seu núcleo central.
A Capela de São Sebastião do Barro Branco, localizada na esquina entre as avenidas Nova Cantareira e Água Fria, remonta ao final do século XIX, sendo construída entre 1870 e 1895, período em que a rota de Água Fria já havia perdido sua importância econômica devido ao advento do transporte ferroviário. A capela foi erguida para atrair moradores e consolidar a presença religiosa na área, que ainda mantinha características rurais. Na época, ela estava vinculada à Capela de Santa Cruz do Alto de Santana, matriz provisória da paróquia de Santana. A urbanização da região só se consolidou no início do século XX, com o crescimento de São Paulo impulsionado pelo Ciclo do café, que trouxe investimentos e infraestrutura para áreas periféricas.
Após isso a região passou a ser propriedade do empresário francês Jacques Funke, dono da Companhia Territorial Franco-Paulista de Água Fria, construtora que loteou primeiramente o bairro de Água Fria na década de 1910. Era constituida por pequenas propriedades e seus campos usados para pastagem. O bairro passou a ser loteado na década de 1950, porém com perfil mais aristocrático. Seu nome faz alusão ao país europeu devido ao francês proprietário das terras, citado anteriormente. Na época o mesmo doou um dos lotes para a construção da Igreja de Santa Joana d'Arc. Neste tempo era possivel se fazer passeios no final de tarde caminhando pelos pequenos caminhos que ligavam a Água Fria ao Tucuruvi.
Anos mais tarde foi criada a Sociedade Amigos do Jardim França, instituição que trouxe melhorias ao bairro, como água canalizada e postes de luz. A venda de lotes foi intensificada depois da inauguração do Acre Clube em 1959, da iluminação pública e do asfaltamento de suas vias, que eram lamaçais em tempos de chuva. Outros bairros nobres paulistanos se desenvolveram a partir de espaços destinados à pratica esportiva, como os bairros do distrito do Morumbi e o bairro do Pacaembu.
Nos anos 1990 as ruas do bairro eram conhecidas no Natal paulistano, devido ao concurso de melhor casa com decorações de Natal feito entre vizinhos, bem como a Rua Pedro Doll no Alto de Santana que também possuía um concurso de edifício/casa mais enfeitado, além da Festa Beneficente de Natal. O jornal O Estado de S. Paulo em uma matéria de 1997 salientava que o concurso iniciou na Rua Cariaçu, sendo uma atração turística. Houve a descontinuação da tradição natalina devido ao aumento de furtos e roubos no bairro e nos anos 2000 poucas residências reverberavam no Natal. As comemorações eram patrocinada por lojas (empresários), pela associação de moradores e escolas particulares.

## Atualidade
O bairro possui vias de traçado tortuoso seguindo os padrões garden-city, sendo considerado um bairro-jardim pela intensa arborização e a presença de 10 praças. Apesar do nome que faz alusão ao país europeu suas vias possuem nomes indígenas ligados à natureza (Jaboticatubas, Careaçú e Japira). 
Sua população é bairrista, representada pela Sociedade dos Moradores e Amigos do Jardim França (SOMA-JF). A organização da sociedade civil visa a qualidade de vida do bairro, com a manutenção das regras de Zoneamento, através de uma página da rede social do Facebook e atividade ativa junto à Prefeitura de São Paulo.
Apresenta em seus limites o Ofício de Registro Civil das Pessoas Naturais e Tabelionato de Notas do 22º Subdistrito - Tucuruvi, a 20ª Delegacia de Polícia, a 3ª Cia do 43º BPM/M (Posto de Bombeiros Tucuruvi), a E. E. Prof. ª. Amenaide Braga de Queiroz, o Clube Acre e a Paróquia Santa Joana d'Arc.
De perfil estritamente residencial, sendo uma zona ZER-1 (Zona Estritamente Residencial do tipo I), que são porções do território destinadas ao uso exclusivamente residencial de habitações unifamiliares, com densidade demográfica baixa. Esta zona se caracteriza pela ausência dos usos não residenciais e pela baixa densidade, sendo que alguns bairros contam com intensa arborização (bairro-jardim). Figura como uma das áreas mais caras da Zona Norte paulistana, sendo classificado como "Zona de Valor A" pelo CRECI, tal como outros bairros nobres da cidade como: Higienópolis, Jardim América e Moema.
Predominam no bairro condomínios horizontais e mansões, abriga aproximadamente 660 residências e 2500 moradores. O centro de serviços (padarias, bancos, consultórios, escolas, clínicas médicas, hospitais e comércio) da área situam-se nos limites do bairro (onde as regras de Zoneamento não são aplicadas), nas avenidas Nova Cantareira, Água Fria e Tucuruvi, no bairro da Água Fria e na região do Alto de Santana. É abastecido pela Sabesp através do reservatório de água do Sistema Cantareira.